# José Antonio Yorba
Antonio José Francisco Jorba y Ferran (San Sadurní de Noya, España, 20 de julio de 1746- Rancho Santa Ana, Alta California, México 16 de enero de 1825), también conocido como Don José Antonio Yorba I, fue uno de los primeros colonos españoles de California. 

## Biografía
Nacido en San Sadurní de Noya, formó parte de la Primera Compañía Franca de Voluntarios de Cataluña de Pedro Fages y Beleta. Con Gaspar de Portolá se convirtió en cabo durante la expedición a Alta California de 1769. Estuvo en San Francisco en 1777, en Monterrey en 1782, y en San Diego en 1789. Se retiró como sargento en 1797 y fue garante del Rancho Santiago de Santa Ana en 1810. 

## Rancho Santiago de Santa Ana
Fue condecorado en 1810 y recibió la cesión de las tierras que denominó Rancho Santiago de Santa Ana.
Las tierras 15 leguas, y comprendían una parte importante del condado de Orange, incluyendo las actuales ciudades de Olive, Orange, Villa Park, Santa Ana, Tustin, Costa Mesa y Newport Beach. La ciudad de Yorba Linda le debe el nombre.
Tras su fallecimiento, en 1825, fue enterrado a petición propia en una tumba anónima en el cementerio de Misión de San Juan Capistrano, en adelante, en su honor, se colocó un cenotafio.
- Datos: Q6291542